# Sweathog
Sweathog was een Amerikaanse rockband.

## Bezetting
- Lenny Lee Goldsmith[2] (zang, keyboards)
- Robert Morris 'B.J.' Jones[3] (zang, gitaar)
- David L. Johnson[4] (zang, basgitaar)
- Barry 'Frosty' Smith[5] † 2017 (drums)
- Rex W. Ludwick[6] (drums)
- Bobby Burns (zang, keyboards)
- Leonard Stogel (manager)

## Geschiedenis
Goldsmith en Johnson ontmoetten elkaar in 1967 toen Johnson speelde bij de band The Persuaders in de Wayne Manor-nachtclub in Sunnyvale. Nadat Johnson een optreden deed met The Beach Boys en Dr. John, ontmoette hij Lenny en formeerde hij Sweathog met Barry 'Frosty' Smith, ook bekend als Bartholomew Eugene Smith-Frost, die tijdens deze periode speelde bij Lee Michaels. Robert Morris 'B.J.' Jones speelde met Johnson in Blue Mountain Eagle en werd uitgenodigd om zich te vervoegen bij Sweathog.
In oktober 1970 werd Sweathog de huisband van de nachtclub The Chronicle in San Fernando Valley van manager Ed Jordan. Kort nadat ze begin jaren 1970 twee albums hadden uitgebracht bij CBS Records, werden ze bekend door de hitsingle Hallelujah, die de Billboard Hot 100 (#33, 1971) haalde. Deze werd geschreven door Mitch Bottler, Roberta Twain en Gary Zekley.
Frank Barsalona schreef Sweathog in bij de Premier Talent Agency en werd een overtreffende openingsact voor Black Sabbath, Emerson, Lake & Palmer, The J. Geils Band, Edgar Winter's White Trash, Grand Funk Railroad en anderen.
In 1973 herformeerden Johnson en Jones Sweathog met Warren Rex Ludwick en Bobby Burns. Johnson ontmoette Burns tijdens de Shindig! livetournee. Ludwick ging spelen met Willie Nelson. Van de vier oorspronkelijke leden woont Smith nu in Austin, Goldsmith zit in de onroerend goed-business in Malibu en zijn zoons Taylor en Griffin spelen in de band Dawes. Johnson is eigenaar van het advertentiebureau ReMIX Media Group in Aspen.

## Overlijden
Jones overleed op 15 juni 2013 in South Dakota. Smith overleed na een langdurige ziekte op 12 april 2017 in Bellingham op 71-jarige leeftijd.

## Discografie
- 1971: Sweathog (CBS Records)
- 1972: Hallelujah (CBS Records)